# Miletus
Miletus (mī lē' təs) (tiếng Hy Lạp cổ: Μίλητος, Milētos; Latin: Miletus) là một thành phố của Hy Lạp cổ đại nằm trên bờ biển phía tây Tiểu Á (ngày nay là tỉnh Aydin của Thổ Nhĩ Kỳ), gần của sông Büyük Menderes ở Caria cổ đại. Trước khi bị Đế quốc Achaemenid của Ba Tư xâm chiếm vào giữa thế kỷ 6 TCN, Miletus được coi là thành phố giàu có nhất và lớn nhất của Hy Lạp.
Rất khó kiếm được bằng chứng về những cư dân đầu tiên trên mảnh đất này vì nước biển dâng cũng như sự lắng đọng phù sa từ con sông Maeander. Bằng chứng có giá trị đầu tiên là của thời đại đồ đá mới. Vào đầu và giữa thời kỳ đồ sắt, những khu định cư ở đây nằm dưới ảnh hưởng của người Minoan. Theo truyền thuyết, người Crete (Crettans) đã tràn tới đây và thay thế người Leleges bản địa. Cái tên Miletus được đặt theo một địa danh của Crete.